# Сэмюель Кане Квеи
Сэмюель Кане Квеи  (Samuel Kane Kwei, 1954, Гана) — современный африканский художник.
Сэмюель Кане Квеи продолжает традиции своего отца, создавая скульптуры-гробы в стиле, который отражает жизнь усопшего. Отец художника, столяр Кане Квеи (1922—1992) в 1951 открыл мастерскую в рыбацкой деревне на окрание Аккры. Он сделал свой первый гроб оригинальной формы для дяди-рыбака. Кане Квеи посвятил себя погребальному искусству и работал почти исключительно для старейшин клана. Арт-дилер Вивиан Бернс (Vivian Burns) представила его работу американской публике в 1974. В следующие тридцать лет его скульптуры стали оригинальным вкладом в традицию погребального культа в Западной Африке, они также были объектом коллекционирования и демонстрировались на выставках по всему миру.
Сэмюель Кане Квеи учился в мастерской отца. Впервые вырезал гроб в форме луковицы для одного из деревенских старейшин, который сделал состояние на выращивании лука. Другая популярна форма, перешедшая по наследству от отца к сыну, белый Мерседес, изначально была задумана как гроб для владельца парка такси, но также использовалась для богатых клиентов. Кроме этого, Сэмюель Кане Квеи создавал скульптуры, отражающие более современные аспекты популярной культуры и быта. Также он работал для западных клиентов, создавая работы, не предназначенные для погребальных целей.
В 2009 работы Сэмюеля Кане Квеи были представлены в основном проекте Третьей московской биеннале современного искусства в Москве.